# Dunkirk (New York)
Dunkirk je grad u američkoj saveznoj državi New York. Prema popisu stanovništva iz 2010. u njemu je živjelo 12.563 stanovnika.